# Solemoviridae
Famille
Genres de rang inférieur
- Polemovirus
- Sobemovirus

Les Solemoviridae sont une famille de virus de l'ordre des Sobelivirales, qui comprend désormais 4 genres et plus de 20 espèces. Ce sont des virus à ARN linéaire à simple brin à polarité positive, qui infectent des plantes (phytovirus). La famille est rattachée au  groupe IV de la classification Baltimore.

## Étymologie
Le nom de la famille, « Solemoviridae  », est dérivé d'une combinaison des noms de genre de virus, Sobemovirus et Polemovirus, avec le suffixe « -viridae » qui caractérise les noms de familles de virus. Récemment, le comité international de taxonomie des virus à inclut 2 nouveaux genres dans cette famille : Les genres Enamovirus et Polerovirus étaient auparavant inclus dans la famille des Luteoviridae depuis 2020.

## Liste des genres et espèces
Selon NCBI (22 décembre 2020) :
- Polemovirus
  - Poinsettia latent virus (espèce-type)
- Sobemovirus
  - Artemisia virus A
  - Blueberry shoestring virus
  - Cocksfoot mottle virus
  - Cymbidium chlorotic mosaic virus
  - Imperata yellow mottle virus
  - Lucerne transient streak virus
  - Papaya lethal yellowing virus
  - Rice yellow mottle virus
  - Rottboellia yellow mottle virus
  - Ryegrass mottle virus
  - Sesbania mosaic virus
  - Solanum nodiflorum mottle virus
  - Southern bean mosaic virus (espèce-type)
  - Southern cowpea mosaic virus
  - Sowbane mosaic virus
  - Soybean yellow common mosaic virus
  - Subterranean clover mottle virus
  - Turnip rosette virus
  - Velvet tobacco mottle virus